# Misato (Miyazaki)
Misato (jap. 美郷町 Misato-chō) – miasto w Japonii, na wyspie Kiusiu, w prefekturze Miyazaki. Według danych na rok 2020 miejscowość zamieszkiwało 4 826 mieszkańców , a gęstość zaludnienia wyniosła 10,8 os./km².